# 盧遂 (乾隆進士)
盧遂（?—?），字易良，號霽漁，福建侯官縣人。清朝翰林。
乾隆四十年（1775年）乙未科進士，選翰林院庶吉士，散館授編修。

## 佚事
紀昀《閱微草堂筆記》中載其得寒疾身死之事。